# Lijst van voetbalinterlands Bahrein - Filipijnen
Deze lijst van voetbalinterlands is een overzicht van alle officiële voetbalinterlands tussen de nationale teams van Bahrein en de Filipijnen. De landen hebben tot nu toe zeven keer tegen elkaar gespeeld. Het eerste duel, een vriendschappelijke wedstrijd, werd gespeeld in Riffa op 12 oktober 2012. De laatste ontmoeting, eveneens een vriendschappelijke wedstrijd, vond plaats op 17 oktober 2023 in Arad.

## Wedstrijden
| № | Plaats  | Datum            | Competitie           | Wedstrijd            | Uitslag |
| - | ------- | ---------------- | -------------------- | -------------------- | ------- |
| 1 | Riffa   | 12 oktober 2012  | Vriendschappelijk    | Bahrein − Filipijnen | 0 − 0   |
| 2 | Riffa   | 30 maart 2015    | Vriendschappelijk    | Bahrein − Filipijnen | 2 − 1   |
| 3 | Bocaue  | 11 juni 2015     | WK 2018 kwalificatie | Filipijnen − Bahrein | 2 − 1   |
| 4 | Riffa   | 13 oktober 2015  | WK 2018 kwalificatie | Bahrein − Filipijnen | 2 − 0   |
| 5 | Manilla | 7 oktober 2016   | Vriendschappelijk    | Filipijnen − Bahrein | 1 − 3   |
| 6 | Riffa   | 6 september 2018 | Vriendschappelijk    | Bahrein − Filipijnen | 1 − 1   |
| 7 | Arad    | 17 oktober 2023  | Vriendschappelijk    | Bahrein − Filipijnen | 1 − 0   |

## Samenvatting
| Competitie        | Totaal gespeeld | Winst Bahrein | Gelijk | Winst Filipijnen | Doelsaldo Bahrein – Filipijnen |
| ----------------- | --------------- | ------------- | ------ | ---------------- | ------------------------------ |
| WK-kwalificatie   | 2               | 1             | 0      | 1                | 3 − 2                          |
| Vriendschappelijk | 5               | 3             | 2      | 0                | 7 − 3                          |
| Totaal            | 7               | 4             | 2      | 1                | 10 − 5                         |

Wedstrijden bepaald door strafschoppen worden, in lijn met de FIFA, als een gelijkspel gerekend.